# Motorola 6800
A 6800 egy 8 bites mikroprocesszor, amelyet a Motorola tervezett és gyártását 1974-ben indította be. Az MC6800 mikroprocesszor az M6800 Microcomputer System (mikroszámítógép-rendszer) része volt, amely soros és párhuzamos interfész IC-ket, RAM és ROM memóriákat és egyéb támogató csipeket is magában foglalt. A kialakítás egy igen fontos jellemzője volt, hogy az M6800-as IC család minden tagja egyetlen öt voltos tápfeszültséget igényelt, miközben a korabeli egyéb mikroprocesszoroknak három különböző feszültségre volt szükségük. Az M6800 mikroszámítógép-rendszert 1974 márciusában jelentették be és már a bejelentés évében teljesen termelésbe került.
A 6800-as architektúrájára és utasításkészletére nagy hatással volt az akkoriban népszerű Digital Equipment Corporation PDP–11-es miniszámítógép. A 6800-as processzornak 16 bites címsíne (címbusza) van, amellyel 64 KiB memória címezhető közvetlenül, és egy 8 bites kétirányú adatsíne (adatbusza). A processzornak 72 utasítása van, ezek 7 címzési móddal kombinálhatók, amelyek együtt összesen 197 opkódot alkotnak. Az eredeti MC6800 processzor maximális órajele 1 MHz lehetett. Az órajel a későbbi verziókban már elérte a 2 MHz-et.
Az IC-k mellé a Motorola egy komplett assembly nyelvű szoftverfejlesztő rendszert is biztosított, és egy MEK6800D2 jelű fejlesztőkártyát is, amely egy kétkártyás mikrogép. Az ügyfelek a szoftvert egy távoli időosztásos számítógépen vagy az otthoni miniszámítógépes rendszereiken használhatták. A Motorola EXORciser (szójáték, kb. ördögűző) egy M6800 IC-kből épült asztali számítógép volt, amelyet az új tervek prototípusainak kialakítására és hibakeresésére volt használható. Az átfogó dokumentációs csomag tartalmazza minden IC-k adatlapjait, emellett két assembly nyelvű programozási kézikönyvet és egy 700 oldalas felhasználói kézikönyvet, amely bemutatta, hogyan lehet POS-terminálokat tervezni M6800-as IC-kkel.
A 6800-as csip népszerű volt a számítógép-perifériák, a tesztalkalmazások és a POS-terminálok terén. Az 1977-ben megjelent MC6802 128 bájt beépített RAM-ot is tartalmazott és egy belső óra-oszcillátort a csipre integrálva. Az MC6801 és az MC6805 csipek integrált RAM és ROM memóriákat valamint I/O perifériákat tartalmaztak, és népszerűek voltak az autóipari alkalmazásokban. A 6800-alapú számítógépekhez rendelkezésre állt a FLEX operációs rendszer, amely számos programnyelv használatát támogatta.

## Fordítás
Ez a szócikk részben vagy egészben  a   Motorola 6800 című angol Wikipédia-szócikk ezen változatának fordításán alapul.  Az eredeti cikk szerkesztőit annak laptörténete sorolja fel. Ez a jelzés csupán a megfogalmazás eredetét és a szerzői jogokat jelzi, nem szolgál a cikkben szereplő információk forrásmegjelöléseként.